# 1979 Revolution: Black Friday
1979 Revolution: Black Friday est un jeu vidéo de type film interactif d'aventure développé et publié par de iNK Studios, avec l'aide de N-Fusion Interactive. Il est sorti le 5 avril 2016 pour Microsoft Windows et OS X, le 10 juin 2016 pour iOS, et le 14 décembre 2016 pour Android.

## Système de jeu

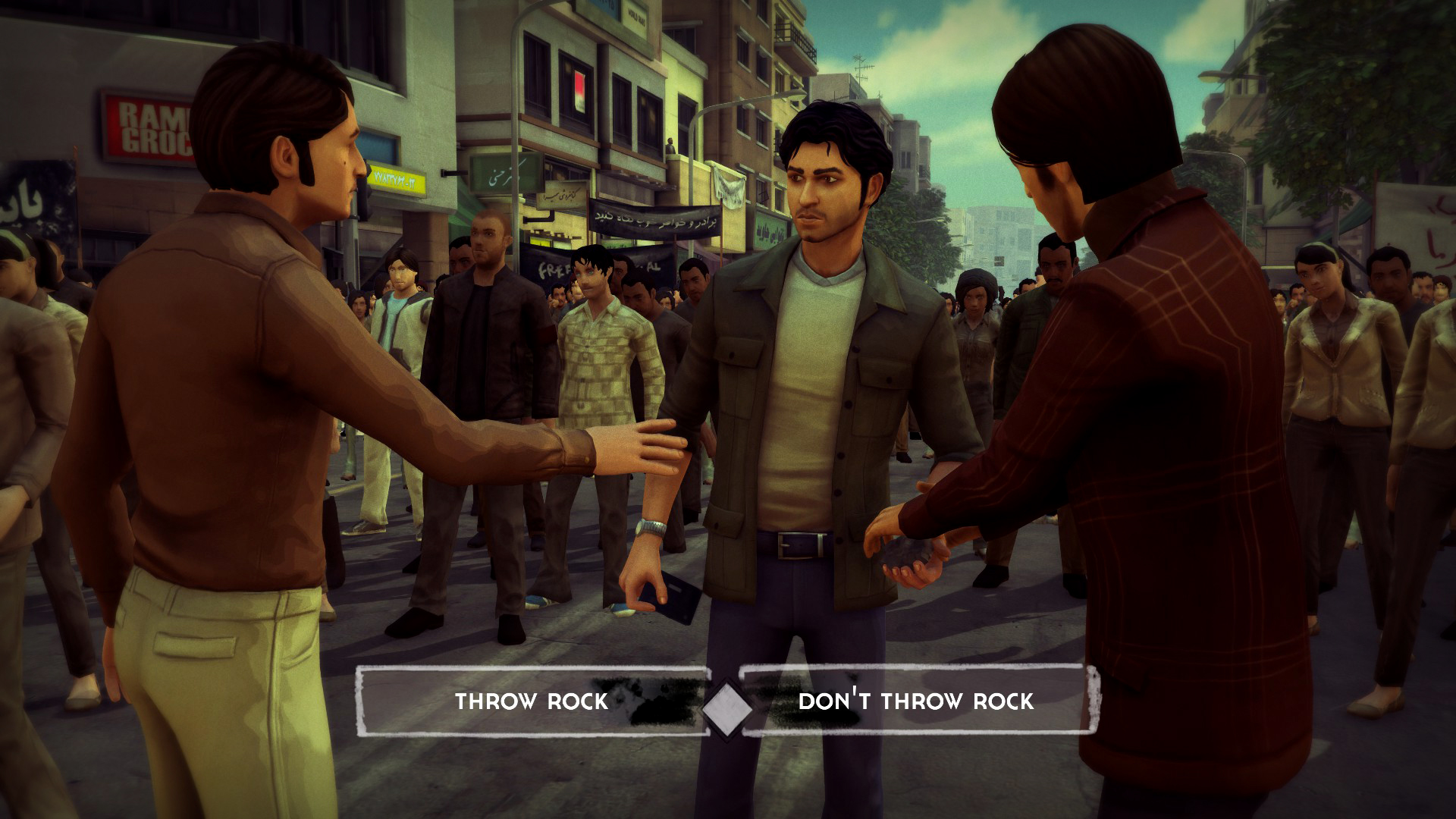
Le joueur doit, durant le jeu, régulièrement prendre des décisions qui auront un effet sur l'histoire.

Le joueur prend le contrôle de Reza Shirazi, un photojournaliste qui retourne en Iran durant la Révolution iranienne. Tout au long du jeu, le joueur a la possibilité d’interagir avec son environnement et d'interagir avec les gens. Il lui est parfois requis de prendre des décisions dans un temps limité, certaines étant de grosses décisions qui auront un impact sur l'histoire du jeu. Lors de certaines conversation, le joueur doit rapidement prendre une décision, sinon Reza restera muet.
Au-delà de ces interactions, le joueur doit fréquemment prendre des photos de certaines personnes et de certains événements à l'aide de l'appareil photo de Reza.